# Aris Bernardini
Aris Bernardini (Roma, 25 novembre 1938) è un imprenditore italiano produttore di apparecchi elettromagnetici.

## Biografia
Diplomatosi al Liceo Classico, studia all'Università di Roma nella facoltà di ingegneria elettronica.  
Nel 1966 fondó la Galactron, che diventó un apprezzato marchio italiano nel campo della produzione di apparecchiature elettroniche amatoriali e professionali.
L'azienda si specializzò negli amplificatori, tra cui MK1, MK2, MK/7.
Successivamente, produsse anche diverse apparecchiature elettroniche.
Nel 1980 la sua impresa subisce una forte riduzione della domanda, tanto da sospendere la sua attività, per poi riprendere negli anni '90.
Oggi la Galactron è presente nel settore hi-fi, e fa parte della holding Galactron International s.p.a..

## Principali società controllate
- Galactron S.p.A.